# Chelonus elongatulus
Chelonus elongatulus är en stekelart som beskrevs av Vladimir Ivanovich Tobias 1986. Chelonus elongatulus ingår i släktet Chelonus och familjen bracksteklar. Inga underarter finns listade i Catalogue of Life.